# リヴァプール・カレッジ・オブ・アート

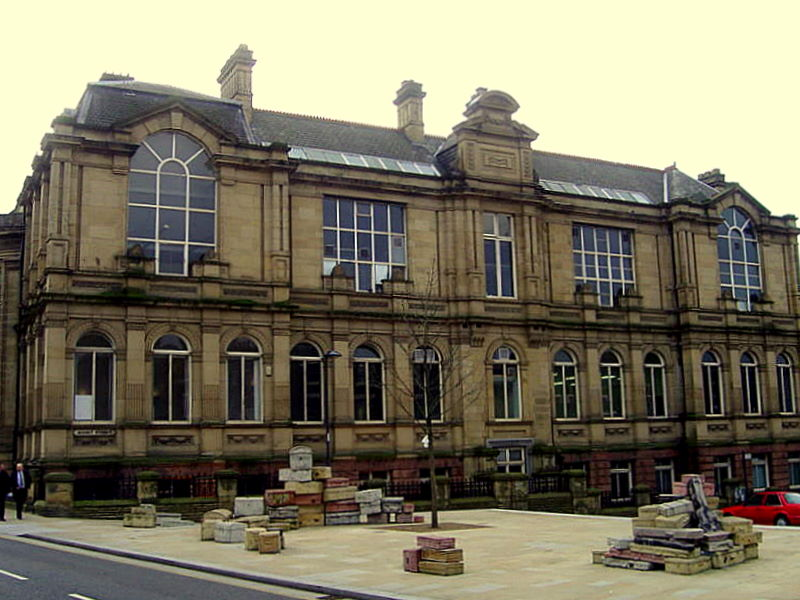
校舎

リヴァプール・カレッジ・オブ・アート（英: Liverpool College of Art）は、イギリスのリヴァプールにかつて存在した美術専門学校。リヴァプールの中等学校であったリヴァプール・インスティチュートと同じ建物にあった。

## 出身者
- ジョン・レノン（ザ・ビートルズ）
- シンシア・レノン
- スチュアート・サトクリフ